# مینامی‌ماکی، ناگانو
می‌نامی‌ماکی، ناگانو (به لاتین: Minamimaki, Nagano) یک منطقهٔ مسکونی در ژاپن است که در Minamisaku District واقع شده‌است. می‌نامی‌ماکی ۱۳۳٫۰۹ کیلومترمربع مساحت و ۳٬۳۷۴ نفر جمعیت دارد.